# Das Traumhotel – Myanmar
Myanmar ist ein deutsch-österreichischer Fernsehfilm von Otto Retzer aus dem Jahr 2013. Es ist die 19. Folge der Filmreihe Das Traumhotel.

## Handlung
Georg Körner ist nach Bagan gekommen, um im Hotel von Markus Winter seine Hochzeit mit dem Model Anna Pauli vorzubereiten. Die Angestellten des Hotels haben nur wenig Zeit für die Vorbereitungen, doch stellt sich bald heraus, dass die Hochzeit möglicherweise gar nicht stattfinden kann: Anna sitzt auf dem Flughafen in Yangon fest und der nächste Flug fällt möglicherweise aus. Zufällig trifft sie am Flughafen auf den Fotografen Hendrik Felden, der sie notgedrungen per Jeep mit nach Bagan nimmt. Das ungleiche Paar kann sich nicht ausstehen und so verbringen sie nach einem Besuch des Shwedagon die erste Nacht in getrennten Hotels. Am nächsten Tag wiederum machen sie hin und wieder Rast, weil Hendrik fotografieren will. Bei einer Rast bringt Anna aus Versehen das Auto zum Rollen, das an einen Baum fährt. Der Wagen muss in die Reparatur und Anna und Hendrik bleiben eine Nacht in einem Dorf, wo gerade eine Hochzeit gefeiert wird. Die Nacht schlafen sie nebeneinander, jedoch durch einen improvisierten Vorhang getrennt.
Georg hat im Hotel unterdessen die patente Kosmetikerin Maria Schneider aus Rosenheim kennengelernt. Beide verstehen sich schnell sehr gut und entdecken zahlreiche Gemeinsamkeiten. Maria hilft Georg bei den Hochzeitsvorbereitungen und beide unternehmen eine Ballonfahrt, auf der Georg seine Höhenangst überwindet. Weniger gut läuft es bei Markus’ Freund, dem Architekten Frank Simon, und seiner Frau Verena. Frank leidet am Burnout-Syndrom, weigert sich jedoch, sich die Erkrankung einzugestehen. Er soll für Markus eine neue Hotelanlage in Myanmar entwerfen, hat jedoch keinerlei Inspiration. Eines Tages trifft Frank auf einen Mönch, der ihm Reis gibt, jedoch keinerlei Gegenleistung erwartet. Markus berichtet Frank, dass die Mönche nur Nahrungsmittel als Bezahlung annehmen und auch davon nur so viel, wie sie auf einmal verzehren können. Frank ist von der einfachen Lebensweise fasziniert. Er erhält von einem mit Markus befreundeten Mönch einige Lebensweisheiten auf den Weg und entschließt sich am Ende, für unbestimmte Zeit ins Kloster zu gehen, um zu sich selbst zu finden. Verena wird auf ihn warten.
Anna hat unterdessen von Hendrik erfahren, dass dieser auf Myanmar nach einem bestimmten Oldtimer sucht, den er einem Kunden in Bagan bringen soll. Dafür wird er so viel Geld erhalten, dass er sich einen Traum erfüllen kann – den Besitz eines eigenen Schiffes. In der letzten Nacht vor der Ankunft in Bagan kommen sich Anna und Hendrik näher, auch wenn sie es am nächsten Tag auf den Alkohol schieben. Hendrik und Anna kommen schließlich im Hotel in Bagan an und Hendrik erkennt, dass sein Auftraggeber niemand anderes als Annas zukünftiger Mann ist. Die Hochzeit kann im Königspalast von Bagan stattfinden. Vor dem Traualtar wird Anna bewusst, dass sie Georg, den sie erst relativ kurz kennt und der fast doppelt so alt wie sie ist, nicht liebt, zumal er am Altar nicht einmal ihre Augenfarbe weiß. Sie eilt zum Strand, wo Hendrik gerade mit einem Schiff abgelegt hat. Als er sie sieht, springt er ins Wasser und schwimmt zu ihr. Beide fallen sich in die Arme. Georg ist enttäuscht, wird jedoch von Maria getröstet. Er ahnt, dass sie die richtige an seiner Seite ist, und macht ihr kurz darauf einen Heiratsantrag.

## Produktion
Das Traumhotel – Myanmar wurde von März bis April 2012 an Originalschauplätzen in Myanmar, darunter Bagan, Yangon, Ngwe-Saung und am Inle-See, gedreht. Der Film erlebte am 4. Januar 2013 auf dem Ersten seine Fernsehpremiere. Im April 2013 erschien er auf DVD.

## Kritik
Für den film-dienst war Das Traumhotel – Myanmar eine „sentimentale (Fernsehserien-)Geschichte nach dem üblichen Schema, die immerhin faszinierende Originalschauplätze wie die historische Königsstadt Bagan bietet.“
Die TV Spielfilm zeigte für den Film den Daumen runter, nannte ihn eine „TV-Urlaubsschmonzette“, einen „wahren Eskapismustraum!“ und fasste zusammen: „Traum und Albtraum liegen eng beieinander“.